# Droga wojewódzka 108
Die Droga wojewódzka 108 (DW 108) ist ein Woiwodschaftsstraße in Polen. Sie verläuft von Parłówko (Parlowkrug) in westlicher Richtung über Golczewo (Gülzow) nach Płoty (Plathe) und verbindet so die beiden Landesstraßen Droga krajowa 3 (Europastraße 65) und Droga krajowa 6 (Europastraße 28) miteinander. Die Gesamtlänge beträgt 39 Kilometer.
Die DW 108 verläuft innerhalb der Woiwodschaft Westpommern und deren beiden Kreise Kamień Pomorski (Cammin/Pommern) und Gryfice (Greifenberg).

## Straßenverlauf
Woiwodschaft Westpommern
- Powiat Kamieński (Kreis Cammin)
  - Parłówko (Parlowkrug) (DK 3 = Europastraße 65 → Międzyzdroje (Misdroy) – Świnoujście (Swinemünde) bzw. → Goleniów (Gollnow) – Pyrzyce (Pyritz) – Zielona Góra (Grünberg/Schlesien) – Jelenia Góra (Hirschberg) – Jakuszyce (Jakobsthal)/Tschechien, und DW 107 → Kamień Pomorski (Cammin/Pommern) – Dziwnówek (Walddievenow))
  - Strzegowo (Stregow)

- X Staatsbahnlinie 401: Szeczecin-Dąbie (Stettin-Altdamm) – Świnoujście (Swinemünde) X
  - Wysoka Kamieńska (Wietstock)
  - Baczysław (Batzlaff)
  - Kretlowo (Kretlow)
  - Gadom (Wildenhagen)

- X Staatsbahnlinie 420: Wysoka Kamieńska (Wietstock) – Worowo (Wurow) X
  - Golczewo (Gülzow) (DW 106 → Rzewnowo (Revenow) bzw. → Nowogard (Naugard) – Stargard (Stargard/Pommern) – Pyrzyce (Pyritz))

- X Greifenberger-Kleinbahn-Linie: Gryfice (Greifenberg) – Stepnica (Stepenitz) X
  - Unibórz (Tonnebuhr)

- Powiat Gryficki (Kreis Greifenberg)
  - Truskolas (Trutzlatz)
  - Mechowo (Zimmerhausen)
  - Sowno (Zowen)

- X Staatsbahnlinie (Brücke) 420: Wysoka Kamieńska (Wietstock) – Worowo (Wurow) X
- X Staatsbahnlinie 402: Goleniów (Gollnow) – Kołobrzeg (Kolberg) – Koszalin (Köslin) X
  - Płoty (Plathe) (DK 6 = Europastraße 28) →  Nowogard (Naugard) – Goleniów (Gollnow) – Szczecin (Stettin) – Kołbaskowo (Kolbitzow)/Deutschland (Bundesautobahn 11 Richtung Berlin) bzw. → Koszalin (Köslin) – Słupsk (Stolp) – Gdynia (Gdingen) – Pruszcz Gdański (Praust), und DW 109 → Gryfice (Greifenberg) – Trzebiatów (Treptow an der Rega) – Mrzeżyno (Deep), und DW 152 → Resko (Regenwalde) – Świdwin (Schivelbein) – Buślary (Buslar)